# Gaetano Trezza
(G. Trezza - Saggi postumi 1885)
Gaetano Trezza (Verona, 13 novembre 1828 – Firenze, 28 ottobre 1892) è stato uno scrittore e filologo italiano.

## Biografia
Sacerdote dal 1850 e professore di latino e greco nel Ginnasio di Verona, durante l'estate del 1856 fu destituito dalle autorità austriache per le sue idee liberali e incarcerato. Venne poi trasferito al Liceo ginnasio di Cremona, dove continuò la sua propaganda anti-austriaca ed ebbe per discepolo Napoleone Caix. Nel 1862 passò al Liceo di Modena. Lasciato il sacerdozio si rifugiò a Torino; nel 1868, soprattutto grazie al sostegno di Pasquale Villari, fu chiamato sulla cattedra di letteratura latina nell'Istituto di Studi superiori di Firenze, come successore di Vannucci e Bonghi.
Professò l'ideologia positivista in sintonia con il pensiero di Roberto Ardigò, propugnò il darwinismo e le teorie dell'evoluzione; le sue ricerche si orientarono verso la storia del materialismo antico e la sua negazione in San Paolo.
Gaetano Trezza che, sfidando le ire e le insidie

dei potenti e dei bacchettoni

con sentimento profondo della vita moderna,

con entusiasmo d'apostolo, con feconda dottrina

iniziò e propagò in Italia

una critica scientifica.»
(Epigrafe di Mario Rapisardi in ricordo di Trezza - Iscrizioni)
Tuttavia, l'epigrafe posta sulla casa di Trezza in via Carducci 13 a Firenze reca la scritta riportata qui sotto:
''In questa casa
molti anni meditò e scrisse
Gaetano Trezza
che con sentimento profondo della vita moderna
con feconda dottrina con entusiasmo d'apostolo
iniziò e propagò in Italia
la critica scientifica.''
Nacque in Verona nel dicembre 1828
Morì in Firenze il 28 ottobre 1892

## Opere

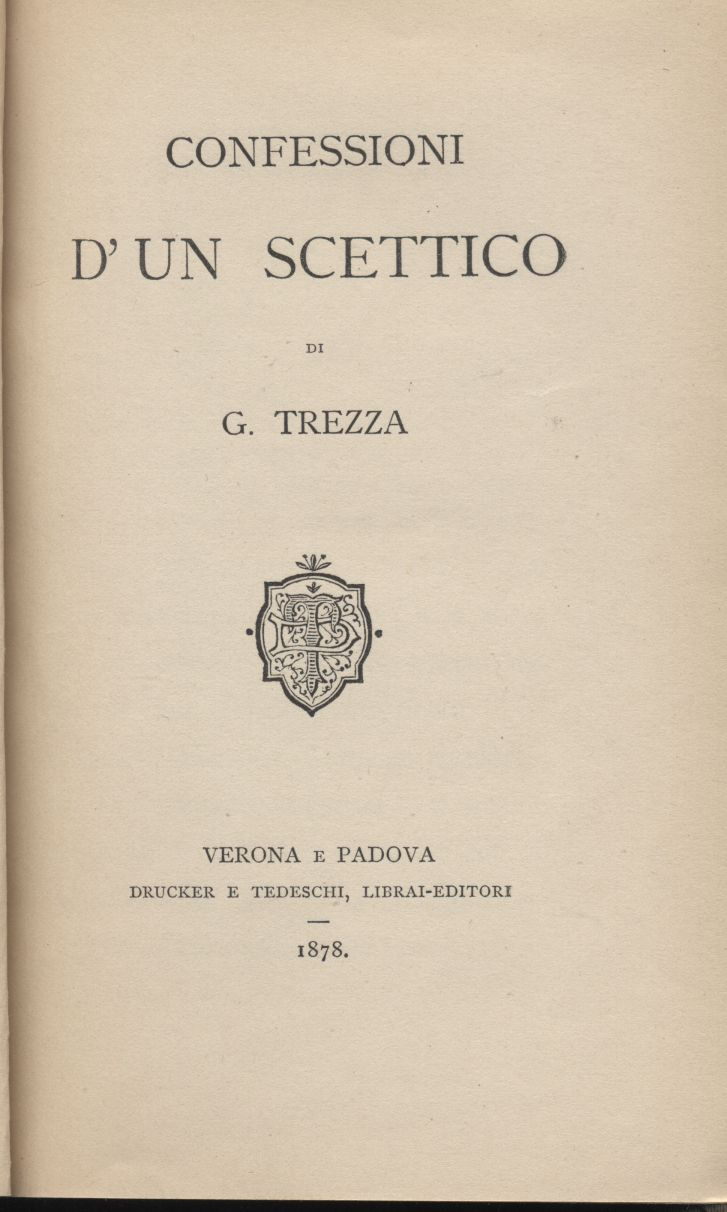
ed.1878

- Dei canti di Aleardo Aleardi, Cremona 1861
- Saggio critico sulle lettere latine, Cremona 1862
- Gesù e le origini del cristianesimo, s.l. 1863
- Cristianesimo e scienza, Milano 1864
- La scienza delle lettere, s.l. 1865
- Lucrezio, Firenze 1870
- Horatius Flaccus, Quintus - Le odi di Orazio Flacco, pubblicate secondo i migliori testi, Firenze 1872
- La natura fantastica e natura scientifica: discorso per la inaugurazione degli studi letto il 16 novembre 1876
- Epicuro e l'epicureismo, Firenze 1877
- Confessioni d'un scettico, Padova-Verona 1878
- Studi critici, Lipsia 1878
- La critica moderna, Bologna 1880
- Nuovi studi critici, Verona-Padova 1881
- San Paolo, Verona-Padova 1882
- Giuseppe Garibaldi: discorso, Verona-Padova 1882
- Epicuro e l'epicureismo, Milano 1883
- Le religioni e la religione, Verona-Padova 1884
- Scienza e scuola: lettere, Verona-Padova 1887
- Dante, Shakespeare, Goethe nella rinascenza europea, Verona 1888
- Giordano Bruno: discorso pronunciato in Roma l'8 giugno 1889, Roma 1889
- Il pessimismo e l'evoluzione, Roma 1890